# Petra Senánszky
Petra Senánszky (Budapest, 10 gennaio 1994) è una nuotatrice ungherese.

## Biografia
Pratica anche il nuoto pinnato ed il nuoto per salvamento, specialità grazie alle quali ha vinto sette medaglie d'oro ai World Games tra il 2017 ed il 2025.
Agli europei di Belgrado del 2024 vince due medaglie d'oro, nei 50 metri stile libero e nella staffetta 4x100 metri stile libero, siglando in entrambi i casi il nuovo record nazionale sulla distanza. Conquista anche un bronzo, nella staffetta 4x100 metri misti mista.

## Palmarès

### Nuoto
- Europei

Belgrado 2024: oro nei 50m sl e nella 4x100m sl, bronzo nella 4x100m misti mista.

### Nuoto pinnato
- World Games

Breslavia 2017: oro nei 50m bi-pinne e nei 100m bi-pinne.
Birmingham 2022: oro nei 50m bi-pinne e nei 100m bi-pinne, argento nella 4x100m superficie.
Chengdu 2025: oro nei 50m bi-pinne e nei 100m bi-pinne.

### Nuoto per salvamento
- World Games

Birmingham 2022: oro nella 4x50m ostacoli, argento nella 4x50m misti.